# Nederlands Hervormde kerk (Gorssel)
De Nederlands Hervormde kerk is een protestantse kerk in de Nederlandse plaats Gorssel. De kerk is in 1947 gebouwd, nadat de voorganger in de Tweede Wereldoorlog is gebombardeerd. De 15e-eeuwse toren, met een bovengeleding uit 1632, is wel na de oorlog gerestaureerd. Architect van de kerk is Marie Adrianus van Nieukerken, die tevens de leiding had over de restauratie van de toren. In de toren is uurwerk van de firma Eijsbouts aanwezig. De toren wordt bekroond met een naaldspits.
In de kerk is een orgel aanwezig van Frederik Samuel Naber uit 1862.
De toren van de kerk is in 1966 aangewezen als rijksmonument. In 2004 werd het orgel eveneens aangewezen als rijksmonument.

## Galerij

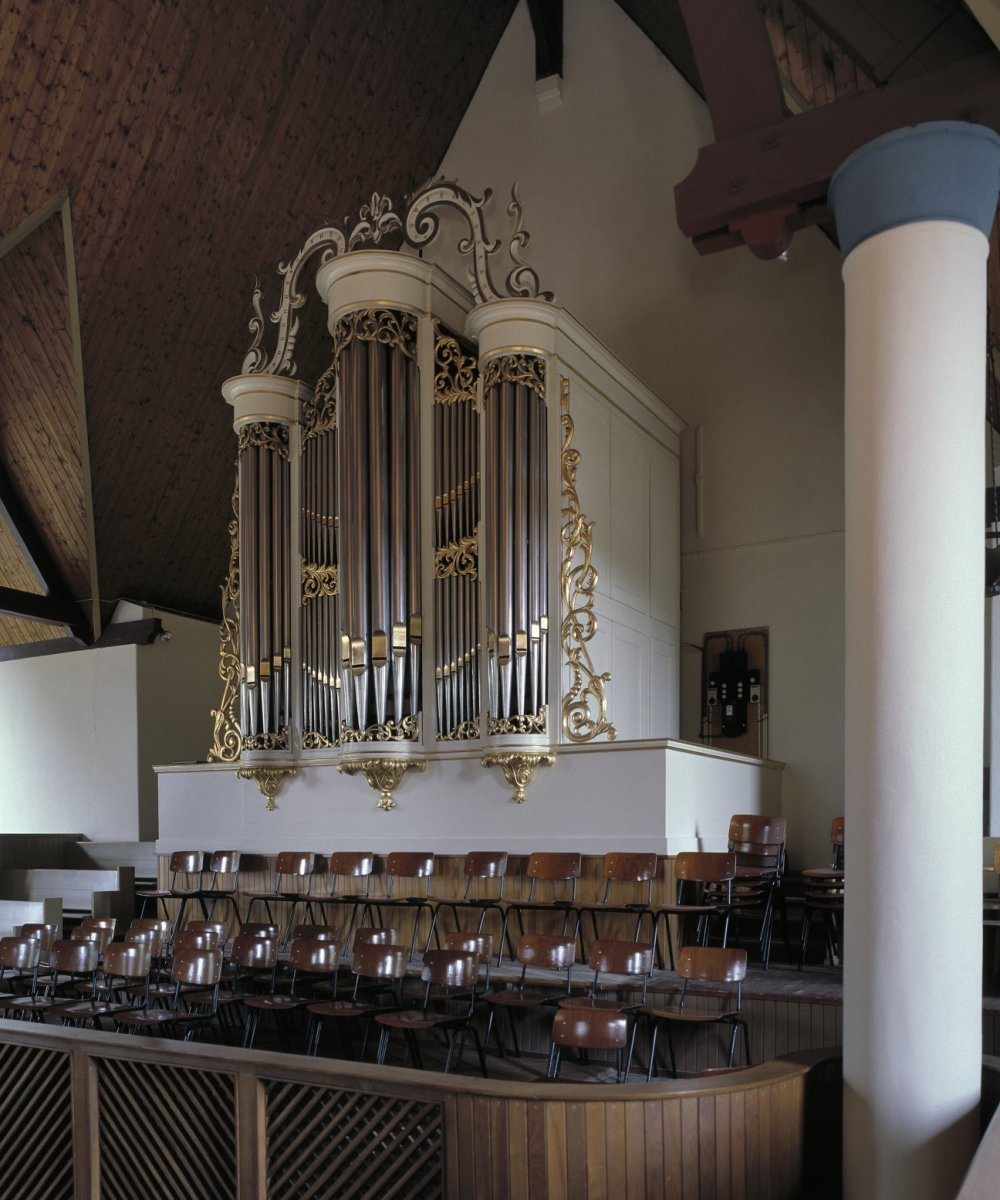
Orgel, een rijksmonument
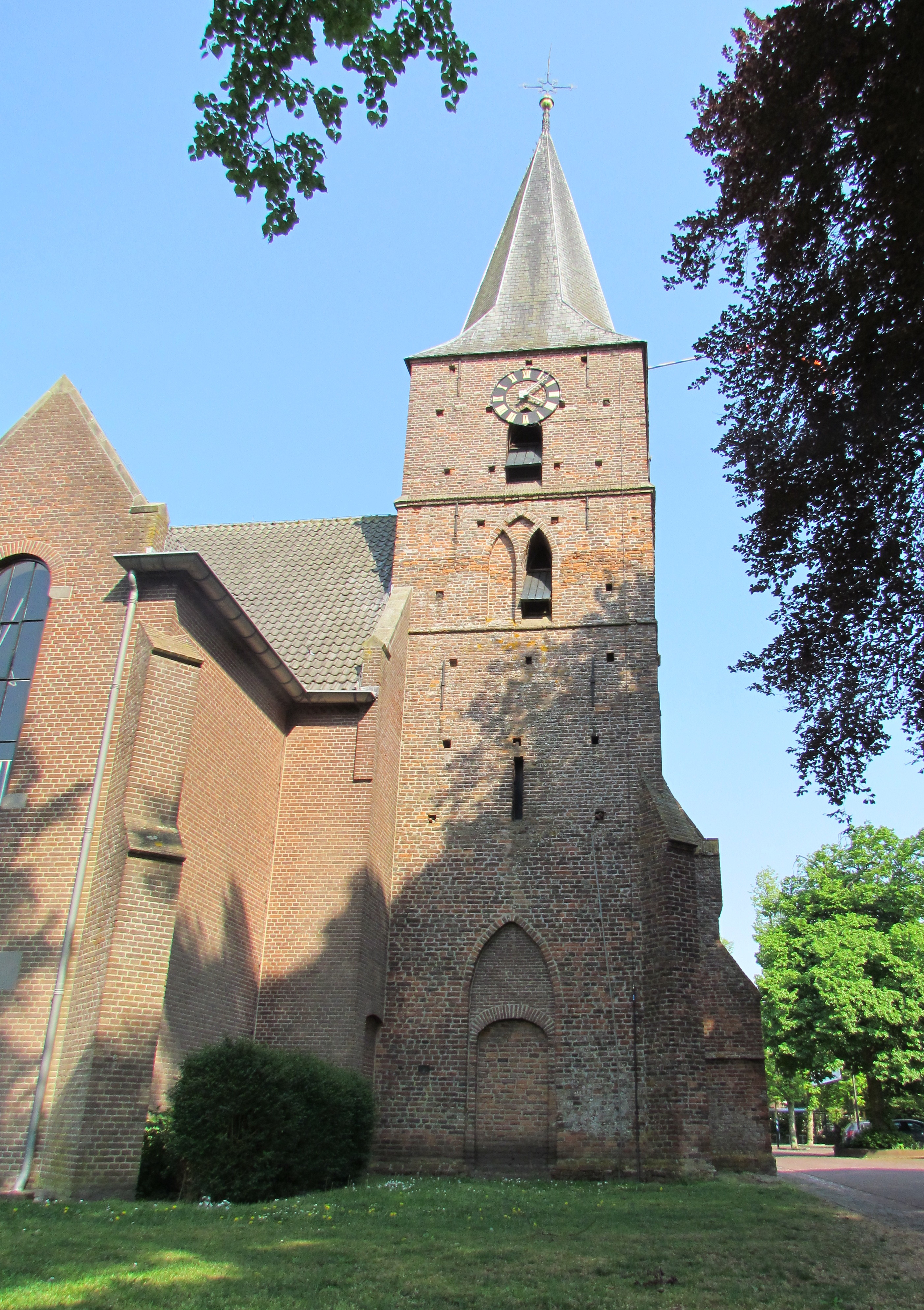
Toren
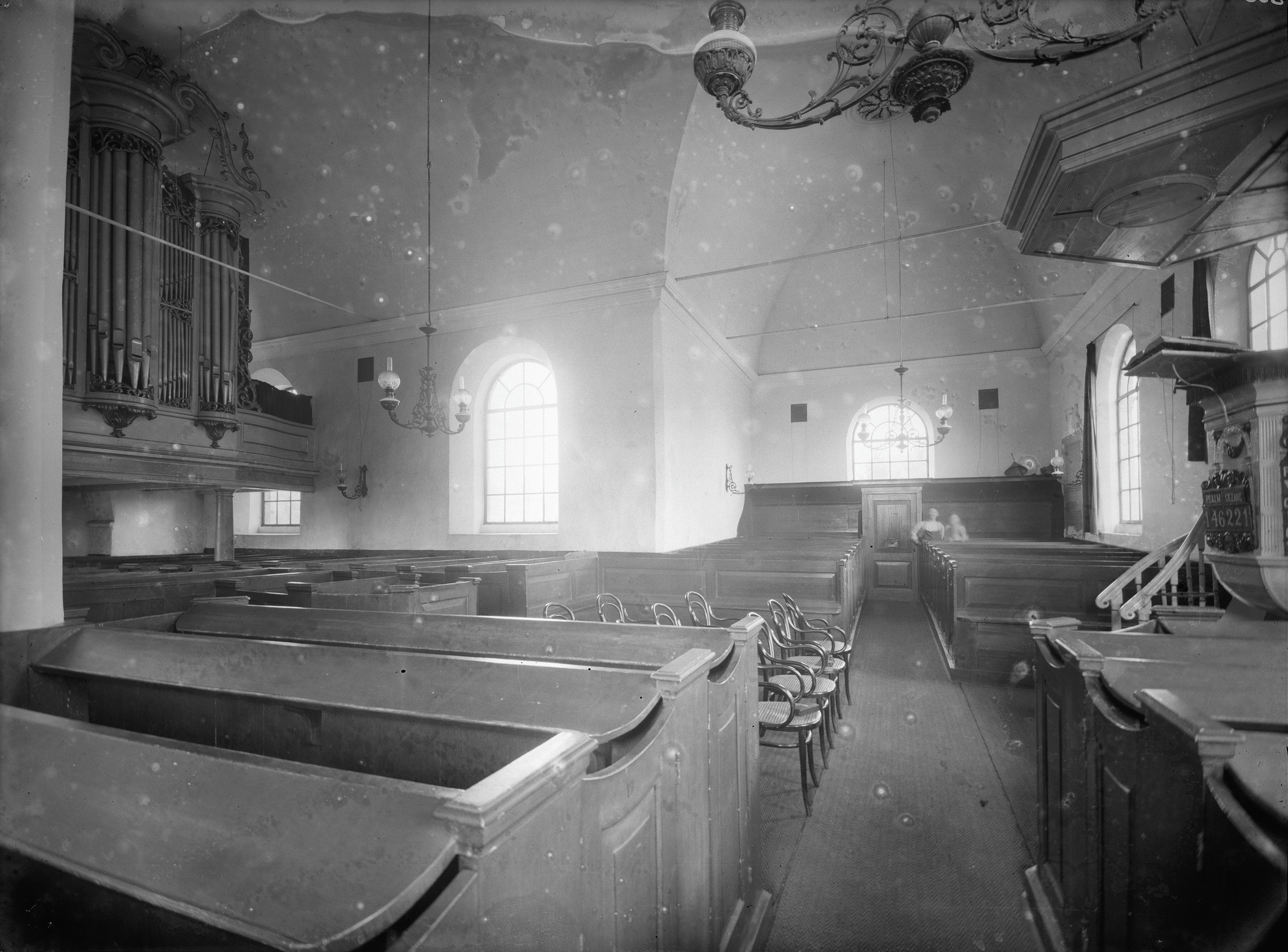
Interieur van voormalige kerk (1928)